# Inocente, inocente
Inocente, inocente fue un programa de televisión español emitido por la cadena Telemadrid —con redifusión en otras cadenas integradas en la FORTA— entre el 19 de noviembre de 1992 y el 11 de noviembre de 1996 y por Telecinco del 25 de abril al 20 de julio de 1998. Fue considerado por el Grupo Joly uno de los cien mejores programas de la historia de la televisión en España.

## Equipo
Estuvo dirigido por José Miguel Contreras y presentado por Juanma López Iturriaga, acompañado sucesivamente por Carmen Conesa en su primera temporada (1992-1993), Isabel Serrano (entre la segunda y cuarta temporadas, 1993-1996) y por Paula Vázquez (quinta temporada, 1998).  Eran asistidos desde la tercera temporada por Juan y Medio y Javivi.

## Formato
El programa con periodicidad mensual, respondía al esquema de cámara oculta, siendo objeto de las bromas preparadas personajes conocidos y populares del público español.

## Inocentes
Entre otros, fueron objeto de las bromas de Inocente, inocente:
- África Gozalbes, actriz (21 de septiembre de 1994).
- Ágatha Ruiz de la Prada, diseñadora de moda (26 de octubre de 1993). Recibe el encargo de diseñar nuevos trajes para el clero.[6]
- Alejandro Sanz, cantante (31 de diciembre de 1992).
- Ana Duato, actriz (13 de octubre de 1996).
- Ana Obregón, actriz (7 de febrero de 1994). Debe luchar con el gancho, Emma Ozores, para conseguir el papel de su vida.[7]
- Anabel Alonso, actriz (15 de junio de 1993).[8]
- Andres Caparrós, presentador (8 de marzo de 1995).
- Ángel Pardo, actor (24 de enero de 1996).[9]
- Ángeles Martín, actriz (13 de abril de 1994). Le destrozan supuestamente el coche y cuando regresa con la policía, el coche está como nuevo, por lo que es acusada de conducir bajo los efectos del alcohol.[10]
- Antonio de Senillosa, escritor (24 de noviembre de 1993). Debe compartir el vehículo que lo transporta a una entrevista en televisión con diversos personajes estrafalarios.[11]
- Arvydas Sabonis, baloncestista (24 de noviembre de 1993).[11]
- Beatriz Carvajal, actriz (17 de julio de 1995).
- Beatriz Rico, actriz (9 de noviembre de 1994).
- Catherine Fulop, actriz (16 de marzo de 1993). Se le hace creer que ha sido abducida por extraterrestres y teletransportada a una aldea de Alemania.[12]
- Carlos Iglesias, actor (24 de junio de 1996).[13]
- Carmen Sevilla, actriz (28 de diciembre de 1994).
- Celia Cruz, cantante (15 de junio de 1993). Es sometida a una entrevista surrealista.[8]
- César Pérez de Tudela, montañista (1 de mayo de 1996).
- Chari Gómez Miranda, presentadora de televisión (3 de mayo de 1994).
- Chiquito de la Calzada, humorista (17 de julio de 1995).
- Coque Malla, cantante (16 de marzo de 1993). Se le hace creer que es un magnífico pintor.[12]
- David Summers, cantante (31 de diciembre de 1992).
- El Gran Wyoming, showman (19 de noviembre de 1992).[5]
- Emma Ozores, actriz (26 de octubre de 1993). Un amigo le confiesa ser agente de la CIA y asisten a un supuesto tiroteo en un restaurante.[6]
- Encarnita Polo, actriz (3 de junio de 1996).
- Fernando Colomo, director de cine (15 de junio de 1993). Se desplaza a un hospital psiquiátrico para localizar escenarios, con consecuencias imprevistas.[8]
- Fernando Vizcaíno Casas, escritor (25 de enero de 1995).
- Goyo González, presentador de televisión (3 de junio de 1996).
- Inocencio Arias, diplomático (22 de agosto de 1995). Es invitado a un debate televisivo sobre la paz en el mundo que acaba a tortas ante la perplejidad del invitado.[14]
- Irma Soriano, presentadora de televisión (31 de diciembre de 1992). En una sala de radio donde ella participaba en una tertulia, subieron la calefacción hasta 50 grados.[15]
- Iván Zamorano, futbolista (11 de noviembre de 1995).[16]
- Jesús Gil, Presidente del Club Atlético de Madrid. (31 de diciembre de 1993).[17]
- Jorge D'Alessandro, entrenador de fútbol (11 de noviembre de 1995).[16]
- Chechu Biriukov, baloncestista (31 de diciembre de 1992). Es reclutado para realizar el Servicio militar.
- José Coronado, actor. (8 de febrero de 1993). Es acosado sexualmente en una entrevista.[18]
- José Luis Coll, humorista (13 de octubre de 1996).
- José María Ruiz-Mateos, empresario (7 de febrero de 1994). Le hacen creer que un meteorito de diamante ha caído en el estadio del Rayo Vallecano de Madrid y el Gobierno español pretende requisarlo.[7]
- Juanito Valderrama, cantante (18 de julio de 1994).
- Julia Otero, periodista (7 de febrero de 1994). Le hacen creer que le ha tocado la Lotería de Navidad.[7]
- Julio Salinas, futbolista (25 de enero de 1995).[14]
- Juncal Rivero, modelo (5 de abril de 1995).
- Kiko, futbolista (24 de noviembre de 1993). Es acosado por la cajera de un supermercado.[11]
- Lauren Postigo, presentador de televisión (13 de abril de 1994). Cree haber descubierto unas cámaras de seguridad con visión que permite ver a las personas como si estuvieran desnudas.[10]
- Loles León, actriz. (31 de diciembre de 1993).[17]
- Loreto Valverde, presentadora de televisión (19 de noviembre de 1992).
- Manolo de Vega, humorista (24 de enero de 1996).[9]
- Manolo Escobar, cantante (3 de mayo de 1994).
- Manuel Díaz "El Cordobés", torero (26 de octubre de 1993).[6]
- María del Monte, cantante (21 de septiembre de 1993).
- María José Cantudo, vedette (21 de septiembre de 1993).
- Marianico el Corto, humorista (18 de julio de 1994).
- Maribel Verdú, actriz. (8 de febrero de 1993). Debe dar una rueda de prensa en el Aeropuerto de Barajas en la que es insistentemente cuestionada por los rumores de un presunto romance con Carlos de Gales.[18]
- Marta Sánchez, cantante. (8 de febrero de 1993).[18] Se la hace creer que debe amadrinar una boda improvisada.
- Maru Valdivielso, actriz (13 de abril de 1994).[10]
- Miriam Díaz-Aroca, presentadora de televisión (21 de septiembre de 1993).
- Moncho Borrajo, humorista (22 de agosto de 1995). Se le plantea la posibilidad de adoptar a unos niños presuntamente maltratados.[14]
- Natalia Dicenta, actriz (8 de febrero de 1993). Su madre, la actriz Lola Herrera, se hace pasar por cleptómana en unos grandes almacenes.[18]
- Nieves Herrero, presentadora de televisión (19 de noviembre de 1992).[5]
- Paco Clavel, cantante (15 de junio de 1993).[8]
- Paloma Gómez Borrero, periodista (18 de julio de 1994).
- Palomo Linares, torero (24 de noviembre de 1993). Le hacen creer que hay dinosaurios en su finca.[11]
- Pepe Rubio, actor (13 de abril de 1994). En un programa de radio irrumpen un grupo de feministas radicales que pretenden castrarle.[10]
- Pere Ponce, actor (3 de mayo de 1994).
- Rafael Camino, torero (16 de marzo de 1993). Una mujer bala enana y una cabra son lanzadas sucesivamente al comedor de su casa.[12]
- Ramón García, presentador de televisión (26 de octubre de 1993). Asiste estupefacto a los platos ofrecidos en la carta de un restaurante.[6]
- Ramón Mendoza, presidente del Real Madrid Club de Fútbol (19 de noviembre de 1992).[5]
- Rappel, vidente (21 de septiembre de 1993).
- Rosa Valenty, vedette (9 de noviembre de 1994).
- Sara Montiel, actriz (1 de mayo de 1996).
- Silvia Tortosa, actriz (13 de octubre de 1996).
- Sofía Mazagatos, modelo (31 de diciembre de 1992). Se le hace creer que es la única persona en un restaurante que no ha sido hipnotizada.
- Terelu Campos, presentadora de televisión (24 de junio de 1996).[13]
- Teresa Viejo, periodista (7 de febrero de 1994). Debe hacer frente a un exhibicionista.[7]
- Tito Valverde, actor (8 de marzo de 1995).
- Vicente Parra, actor (1 de mayo de 1996).
- Victoria Vera, actriz (5 de abril de 1995).